# 麥金萊 (密歇根州)
麥金萊（英語：McKinley）是位於美國密歇根州奧斯科達縣門托鎮區的一個非建制地區。

## 地理
麥金萊所處的海拔為高於海平面281米（即922英呎），而該地所採用的時區為UTC-5，即北美东部時區（EST）。同時該地設有夏令時間，為UTC-5調快一小時，即UTC-4（EDT）。